# Jerzy Litwiniuk

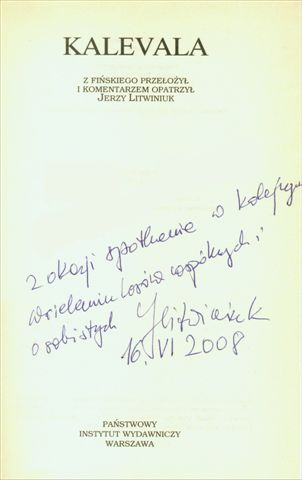
Dedykacja w polskim tłumaczeniu „Kalevali”

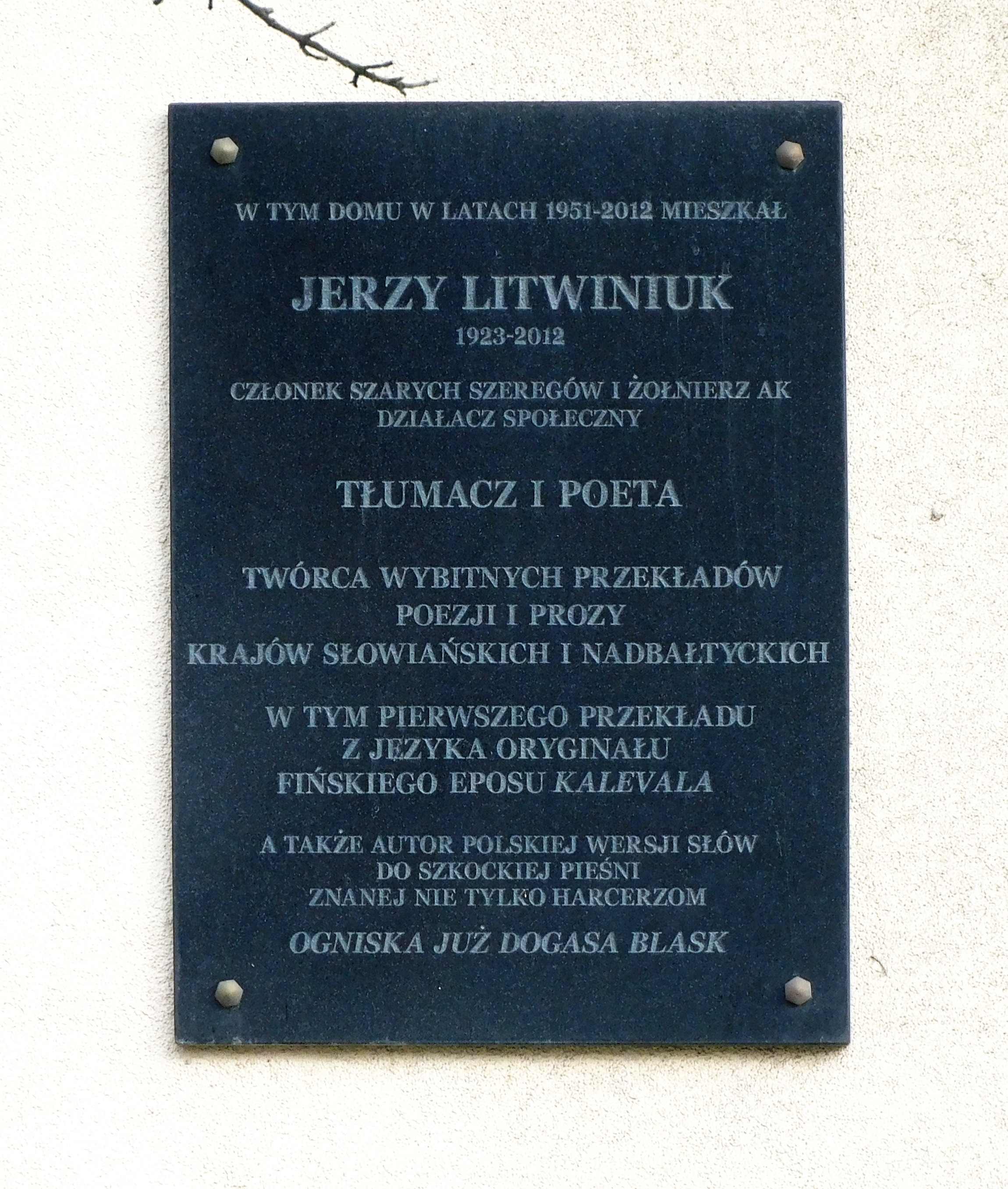
Tablica pamiątkowa na warszawskim domu przy ulicy Białobrzeskiej 36, w którym mieszkał w latach 1951–2012

Jerzy Litwiniuk (ur. 30 marca 1923 w Krzemieńcu na Wołyniu, zm. 18 października 2012) – polski tłumacz z języków fińskiego (Kalevala), rosyjskiego (Pożegnanie z Matiorą W. Rasputina), ukraińskiego, białoruskiego, łotewskiego, estońskiego, poeta. Mieszkał w Warszawie.
W styczniu 1976 roku podpisał list protestacyjny do Komisji Nadzwyczajnej Sejmu PRL przeciwko zmianom w Konstytucji Polskiej Rzeczypospolitej Ludowej.
Odznaczony ukraińskim Orderem „Za Zasługi” III klasy w 2008, a w 2005 łotewskim Krzyżem Uznania III klasy. W 1998 otrzymał Krzyż Oficerski Orderu Odrodzenia Polski.

## Przekłady
- przekłady z języka łotewskiego:

1. Pumpurs, Andrejs – Lāčplēsis
2. Vācietis, Ojārs – Ballada o błękitnym wielorybie: wiersze czterech poetów łotewskich

- przekłady z języka fińskiego:

1. Roine, Raul – Baśnie fińskie
2. Haavio, Martti – Mitologia fińska
3. Leino, Eino – Kantyczki
4. Leino, Eino – Pieśni księcia Jana i Katarzyny Jagiellonki
5. Mukka, Timo – Ziemia jest grzeszną pieśnią: ballada'' (przekład wierszy; przeł. Joanna Trzcińska-Mejor)
6. Kalevala

- przekłady z języka rosyjskiego:

1. Aksionow, Wasilij – Koledzy (przekład wierszy; przeł. Janina Dziarnowska)
2. Bergholc, Olga – Tu mówi Leningrad (przekład wierszy; przeł. Natalia Gałczyńska)
3. Bragin, Włodzimierz – Niezwykłe przeżycia doktora Dumczewa (przekład wierszy; przeł. Maria Brzozowska)
4. Covalgi, Cyryl – Opowieści limańskie (przekład wierszy; przeł. Jerzy Pański)
5. Cziwilichin, Władimir – Nad poziomem morza
6. Erenburg, Ilja – Ludzie, lata, życie [Cz. 3] (przekład wierszy; przeł. Wacława Komarnicka)
7. Ganina, Maja – Obym cię była nie spotkała... i inne opowiadania (wspólnie z Tadeuszem Mongirdem)
8. German, Jurij – Odpowiadam za wszystko (przekład wierszy; przeł. Ewa Dmowska)
9. Gumilow, Lew – Dzieje dawnych Turków (przekład wierszy; przeł. Tadeusz Zabłudowski)
10. Kuźmin, Mikołaj – Koło wróżebne króla Salomona: kartki z przeszłości
11. Kuźmińska, Tatiana – Mój dom i Jasna Polana (przekład wierszy; przeł. Zofia i Stanisław Głowiakowie)
12. Majakowski, Włodzimierz – Włodzimierz Ilicz Lenin: poemat
13. Maksimow, Włodzimierz – W stronę horyzontu: opowiadania
14. Nilin, Paweł – Ostatnia kradzież (wspólnie z Ignacym Szenfeldem)
15. Pilar, Jurij – Człowiek pozostaje człowiekiem (przekład wierszy; przeł. Zofia Korczak-Zawadzka)
16. Rasputin, Walentin – Pożegnanie z Matiorą
17. Simaszko, Moris – Dłużnik dabira: powieść historyczna
18. Simaszko, Moris – Jemszan: opowieści Czerwonych i Czarnych Piasków (wspólnie z Robertem Stillerem)
19. Stieblin-Kamienski, Michaił – Ze świata sag
20. Strugaccy, Arkadij i Borys – W krainie purpurowych obłoków (przekład wierszy; przeł. Leonid Teliga)
21. Szefner, Wadim – O pechowcu, który miał szczęście
22. Tiendriakow, Włodzimierz – Spotkanie z Nefretete (przekład wierszy; przeł. Janina Dziarnowska)
23. Witkowicz, Wiktor – Długie listy (przekład wierszy; przeł. Zofia Gadzinianka)
24. Władimow, Gieorgij – Trzy minuty ciszy
25. Wojnowicz, Włodzimierz – Tu mieszkamy

- przekłady z języka białoruskiego:

1. Bykau, Wasil – Doczekać do świtu. Kruhlański most. Obelisk (z Wiktorem Woroszylskim)
2. Bykau, Wasil – Trzecia rakieta; Doczekać do świtu (z Eugeniuszem Kabatcem)
3. Ja ze spalonej wsi...: świadectwa ocalonych (różni tłumacze)
4. Suplement poetycki ze współczesnej liryki białoruskiej (z Adamem Pomorskim)

- przekłady z języka ukraińskiego:

1. Szewczuk, Wałerij – Dom na wzgórzu
2. Szewczuk, Wałerij – Oko otchłani

- przekład z języka górnołużyckiego:

1. Bart-Ćišinski, Jakub – Wybór poezji (z Robertem Stillerem)

- przekład z języka estońskiego:

1. Hansen-Tammsaare, Anton – Nowy Piekielnik z Czartoryi

- przekład z języka francuskiego:

1. Decroux, Étienne – O sztuce mimu

- przekład z różnych języków:

1. Przejścia graniczne: poezja uczona i ludowa z teki przekładów Jerzego Litwiniuka

Ponadto jest autorem tekstu tłumaczenia do piosenki harcerskiej Ogniska już dogasa blask, będącej adaptacją pieśni Auld Lang Syne Roberta Burnsa.